# Balgus
Balgus là một chi bọ cánh cứng trong họ 
Elateridae.
Chi này được miêu tả khoa học năm 1920 bởi Fleutiaux.

## Các loài
Chi này có các loài:
- Balgus tuberculosa (Dalman, 1823)